# Lisa Rohde
Lisa Diane Rohde (* 12. August 1955 in Wakefield, Nebraska) ist eine ehemalige US-amerikanische Ruderin. Sie gewann 1984 die olympische Silbermedaille im Doppelvierer.
Die 1,75 m große Lisa Rohde studierte an der University of Pennsylvania. 1977 nahm sie im Achter an den Weltmeisterschaften teil. Bei den Ruder-Weltmeisterschaften 1981 belegte sie im Doppelvierer den achten Platz. Bei den Olympischen Spielen 1984 in Los Angeles vertraten im Doppelvierer Anne Marden, Lisa Rohde, Joan Lind, Virginia Gilder und Steuerfrau Kelly Rickon die Vereinigten Staaten. Die Crew des Gastgeberlandes gewann den zweiten Vorlauf und erhielt im Finale hinter den Rumäninnen und knapp vor dem dänischen Boot die Silbermedaille.
Lisa Rohde arbeitete nach ihrem Studium als Krankenhaus-Ärztin in Charlotte, North Carolina.